# Saint-Sulpice-de-Guilleragues
Saint-Sulpice-de-Guilleragues è un comune francese di 222 abitanti situato nel dipartimento della Gironda nella regione della Nuova Aquitania.

## Società

### Evoluzione demografica
Abitanti censiti